# Фланкибол
Фланкибол (Flunkyball) ([ˈflʌŋkiˌbɔːл] или [ˈflʊŋkiˌбал]), познат и као бирбол, је пијанкашка игра у којој се такмиче два тима.

## Правила игре
Тимови стоје један наспрам другог на удаљености од приближно 10 метара. Број играча у тиму није фиксиран, али најчешће има између 3 и 8 особа по тиму. Испред сваког играча на земљи стоји отворена флаша или лименка пива.
У центру терена, између два тима, налази се мета – обично пластична боца напуњена течношћу до једне четвртине или половине. Играчи морају да баце лопту и оборе ову боцу. Ако тим погоди и обори мету, тај тим може одмах да почне да пије пиво – што више и брже.
Противнички тим мора да усправи боцу и врати лопту иза своје линије. Када то ураде, гласно вичу "Стоп!", а тим који је бацио мора одмах да престане са пићем. Када су оба тима поново спремна, други тим добија прилику да баци. Побеђује онај тим који први попије сва своја пива.

## Казне
Казне се могу изрећи ако играч почне да пије прерано, настави да пије након што се викне "Стоп!", или ако поврати. Такође се кажњава просипање пива (на пример, када се пиво прелије или флаша преврне). Могуће казне укључују „казнено пиво” за прекршиоца, губитак права на бацање или гутљај у корист противничког тима. Шта се сматра прекршајем и како се кажњава, зависи од места.

## Варијације
Правила Фланкибола варирају од места до места и често се утврђују тек на почетку игре или чак током ње. Раздаљине између бацача и мете могу да се разликују. У неким случајевима довољно је само усправити мету да би се викнуло "Стоп!", без потребе за враћањем лопте иза линије.
Уместо лопте може се користити и пластична боца или чак главица лука. Уместо пива, игра се може играти и са безалкохолним пићима попут сокова или воде. Количина пића такође варира, али најчешће се користе флаше од 0,5л до 1,5л.

## Популарност
Фланкибол се обично игра лети на отвореном, као што су паркови и баште. Такође је популаран на музичким фестивалима. Посебно је омиљен међу студентима у Немачкој. На пример, Технолошки институт у Карлсруеу организује годишње првенство у фланкиболу.
Највеће такмичење у Фланкиболу у Немачкој одржава се сваког маја у Елмсхорну. Занимљиво је да је израз Flunkyball познат у немачкоговорећим земљама, али готово непознат у енглеском говорном подручју.
Светски рекорд за највећу истовремену игру Фланкибола постављен је 31. маја 2024. у Лајпцигу, где је 1323 људи играло истовремено. У том граду игра је позната као bierball.

## Порекло и историја
Прве Фланкибол партије игране су почетком 2000-их година, када је уместо мете коришћена лименка пива. У раним варијантама користио се „пак“ (згњечена лименка пива у облику хокеј пакета), лопта или штап. Након што је 1. маја 2006. у Немачкој уведена униформна обавеза депозита за лименке, варијанта са паком је постепено нестала.
Прво светско првенство одржано је 2005. године у Дармштату, а победу је однео тим из Диленбурга.

## У медијима
У музичком споту бенда Kraftklub из Хемница приказана је сцена у којој се игра Фланкибол.
Flunkyball је и назив играног филма Александера Адолфа из 2023. године. Игра се у филму појављује само у једној симболички набијеној сцени.

## Линкови
- Фланкибол на Спиелвикију.